# مجلس النواب
مجلس النواب هو اسم الهيئات التشريعية في العديد من البلدان والكيانات دون الوطنية. في العديد من البلدان، مجلس النواب هو المجلس الأدنى في هيئة تشريعية ثنائية المجلس، مع المجلس الأعلى المقابل يسمى غالبًا "مجلس الشيوخ". في بعض البلدان، مجلس النواب هو الغرفة الوحيدة في هيئة تشريعية وحيدة المجلس.
يمكن أن يختلف عمل مجلس النواب اختلافًا كبيرًا من بلد إلى آخر، ويعتمد على ما إذا كان البلد لديه نظام برلماني أو رئاسي. تُوزَّع أعضاء مجلس النواب عادةً وفقًا لعدد السكان وليس الجغرافيا.
شُكِّلَ مجلس النواب في الولايات المتحدة، الذي انعقد أول مرة في عام 1789، على غرار مجلس عموم بريطانيا العظمى [الإنجليزية]. يحتفظ بميزات مثل رئيس المجلس الذي يترأس الجلسة.